# Vincent Trummer
Vincent Trummer (* 18. května 2000 Mühldorf) je rakouský profesionální fotbalista, který hraje na pozici levého obránce za český klub SK Dynamo České Budějovice. Je také bývalým rakouským mládežnickým reprezentantem.

## Klubová kariéra
S fotbalem začínal v týmu SV Mühldorf. Následně procházel kategoriemi týmu SK Sturm Graz, zde se vypracoval až do hlavního týmu. V roce 2023 přestoupil do týmu SV Lanitz a hned poté do týmu SK Dynamo České Budějovice.

## Reprezentační kariéra
Odehrál čtyři zápasy za mládežnickou reprezentaci Rakouska.